# Staryszewo
Staryszewo (biał. Старышова, Staryszowa; ros. Старишово, Stariszowo) – wieś na Białorusi, w obwodzie brzeskim, w rejonie kamienieckim, w sielsowiecie Dmitrowicze. Od wschodu graniczy z Kamieńcem.

## Historia
W XIX i w początkach XX w. położone było w Rosji, w guberni grodzieńskiej, w powiecie brzeskim, w gminie Kamieniec Litewski.
W dwudziestoleciu międzywojennym wieś i folwark leżące w Polsce, w województwie poleskim, w powiecie brzeskim, w gminie Kamieniec Litewski. W 1921 wieś i folwark liczyły łącznie 17 mieszkańców, zamieszkałych w 4 budynkach, w tym 15 Białorusinów i 2 Polaków. 15 mieszkańców było wyznania prawosławnego i 2 rzymskokatolickiego.
Po II wojnie światowej w granicach Związku Sowieckiego. Od 1991 w niepodległej Białorusi.